# 구리 태조 건원릉 신도비
구리 태조 건원릉 신도비(九里 太祖 健元陵 神道碑)는 대한민국 경기도 구리시, 건원릉에 있는 조선시대의 비석이다. 2013년 7월 16일 대한민국의 보물 제1803호로 지정되었다.

## 개요
이 신도비는 1409년(태종 9)에 세운 것이다. 조선을 개국한 태조 이성계(李成桂, 1335~1408년)의 건국 과정을 비롯하여 생애와 업적 등을 영원히 기리고자 일대기를 짓고 돌에 새겨 세운 비이다. 이 신도비는 이수(螭首), 비신과 귀부(龜趺)가 양호하게 잘 보존되어 있어 조선 초기 왕의 신도비는 물론 여타 신도비의 전형으로 평가된다.
당대의 신망있는 문신이자 대학자였던 권근(權近, 1352~1409년)이 비문을 짓고, 명문장가였던 변계량(卞季良, 1369~1430년)이 비음기(碑陰記)를 지었으며, 명신 서예가인 정구(鄭矩, 1350~1418년)가 전액(篆額)을 쓰고, 조선 초기 명필인 성석린(成石璘, 1338~1423년)이 비문 글씨를 썼다.
비록 비좌 부분이 새롭게 만들어졌지만 고려시대 석비 조형을 탈피하여 조선시대 들어와 새롭게 명나라의 석비전통을 받아 들여 세운 비로, 조선시대 석비의 기준작이 되는 한편 서예사를 비롯한 역사·문화사 연구자료가 될 수 있는 매우 귀중한 문화재이다.

## 같이 보기
- 건원릉

## 참고 자료
- 구리 태조 건원릉 신도비 - 국가유산청 국가유산포털